# Радянське футбольне дербі
Радянське футбольне дербі — протистояння найсильніших і найтитулованіших радянських футбольних клубів — «Динамо» (Київ) та «Спартак» (Москва).
Обидва клуби були найуспішнішими в чемпіонаті СРСР: київське «Динамо» здобуло 13 титулів, а «Спартак» — 12. Тим не менш, москвичі мають кращі результати в дербі проти української команди і наразі «Спартак» здобув 60 перемог і зазнав лише 42 поразки в усіх турнірах.
Суперництво досягло найвищої точки 1976 року, коли «Динамо» обіграло «Спартак» і вибило «біло-червоних» з Вищої ліги СРСР.

## Історія
Команди почали зустрічатись з 1936 року, коли було утворено єдиний чемпіонат СРСР і обидві команди потрапили у найвищий дивізіон. Перший матч відбувся 6 червня 1936 року і завершився з рахунком 3:1 на користь москвичів. Автором історичного першого голу в дербі став «спартаківець»  Георгій Глазков.
Проте фактичний початок протистояння київського «Динамо» зі «Спартаком» відносять до 1976 року. В осінній першості цього року спартаківці за тур до фінішу перебували на межі вильоту. І в останньому турі у москвичів мав бути поєдинок з командою Лобановського. На «Динамо» з усіх боків чинився тиск — якщо воно «здавало» гру, «червоно-білі» залишалися. Але Лобановський пішов на принцип: кияни перемогли 3:1 і відправили «народну команду» у першу лігу.
Через рік «Спартак», вже на чолі з Костянтином Бєсковим, повернувся в еліту. 1978 рік пішов на адаптацію і провал у матчах дербі (0:3 і 0:2), а в наступному сезоні москвичі вистрілили. У двох суперпринципових матчах «Спартак» переміг «Динамо», взяв «золото», а киян відкинув на третє місце.
Наступні два роки пройшли в суперечці за чемпіонство цих двох клубів. 1982 року головна боротьба йшла між київським і мінським «Динамо», але «Спартак» втрутився і тут: в останньому турі він «віддав» гру мінчанам вдома (3:4), і ті стали першими.
У 1983–1984 роках кияни здали позиції, і протистояння відновилося в 1985 році. Фактично два голи новачка киян Ігоря Бєланова у весняному матчі зі «Спартаком» і стали заявою про відродження «Динамо». А восени кияни виграли і в Москві, чим фактично оформили чемпіонство. Крім того між цими іграми у суперників був кубковий матч, гідний фіналу. Жереб звів двох грандів в 1/8 фіналу Кубку СРСР в єдиному матчі в Москві. Основний час закінчився 2:2, у додатковий команди забили ще по голу, а в серії пенальті були краще москвичі — у них не забив тільки Шавло, а у киян — Яковенко та Яремчук.
Останнє «супердербі СРСР» відбулося 21 червня 1991 року і закінчилося домашньою поразкою «Динамо» — 2:3. Після цього команди могли зустрітись лише в матчах єврокубків, або на товариських турнірах.
Вперше після розпаду СРСР суперники зустрілись в Лізі чемпіонів 1994/1995. Матч, що відбувся 14 вересня 1994 року в Києві, був надзвичайно видовищний: після першого тайму москвичі вели з рахунком 2:0 (відзначилися Микола Писарєв і Андрій Тихонов). Проте в другій половині зустрічі дубль Віктора Леоненка і м'яч Сергія Реброва за чотири хвилини до фінального свистка принесли киянам перемогу з рахунком 3:2. Так «Спартак» і «Динамо» розпочали свій турнірний шлях у Лізі того сезону. Ця перемога стала для киян єдиною, і вони зайняли в групі останнє місце.
Матч-відповідь проходив на «Лужниках» і відбувся 23 листопада. Тоді москвичам вдалося здобути перемогу: гол Мухсіна Мухамадієва на початку другого тайму став єдиним у матчі. «Спартак» також виграв в цій групі лише раз і далі пройти не зміг.
Після цього матчі між командами проходили під час щорічного зимового товариського турніру Кубка Співдружності, причому в усіх чотирьох турнірах команди грали у фіналі (3 перемоги киян і 1 перемога москвичів).
З 2002 року «Спартак» не здобував титул чемпіона Росії і не проходив на Кубок Співдружності, через що новим місцем зустрічі суперників став інший зимовий товариський турнір — Кубок Першого каналу, що проходив з 2006 року в Ізраїлі. На перших двох турнірах матчі закінчилися внічию, але на останньому турнірі кияни влаштували розгром «Спартака» (3:0, голи на рахунку Реброва, Корреа і Гусєва). Цей матч став першим для Юрія Сьоміна як головного тренера «Динамо». А за підсумками турніру «динамівці» стали його переможцями.
В офіційних же матчах «Динамо» і «Спартак» довгий час не зустрічались. Лише влітку 2008 року команди знову були змушені зіграти в матчах Ліги чемпіонів. Проте цього разу боротьби не вийшло — «біло-сині» виграли обидва матчі з рахунком 4:1 і пройшли в наступний раунд змагань.
Наразі востаннє команди зустрічались на товариському Об'єднаному турнірі влітку 2013 року, де кияни також обидва рази перемогли (1:0 і 2:1) та здобули перемогу на турнірі.

## Результати
| Турнір              | Ігор | «Спартак» | Нічия | «Динамо» |
| ------------------- | ---- | --------- | ----- | -------- |
| Чемпіонат СРСР      | 102  | 41        | 27    | 34       |
| Кубок СРСР          | 15   | 9         | 2     | 4        |
| Ліга чемпіонів УЄФА | 4    | 1         | 0     | 3        |
| Товариські          | 11   | 1         | 3     | 7        |
| Всього              | 132  | 52        | 32    | 48       |

### Рекорди
Найбільша перемога «Спартака»: 5:1 — 1940; 4:0 — 1955, 1958.
Найбільша перемога «Динамо»: 4:1 — 1950, 1966, 1972, 2008 (двічі); 3:0 — 1968, 1978, 2008.
Найбільша кількість голів в одному матчі: 7 (4:3) — 1957.

### Streaks
Найбільша переможна серія «Спартака»
- з 12 червня 1941 по 23 червня 1946 — 5 перемог поспіль (4 в чемпіонаті і одна в кубку).

- з 30 вересня 1951 по 16 квітня 1954 — 5 перемог поспіль (4 в чемпіонаті і одна в кубку).

- з 20 вересня 1987 по 23 жовтня 1989 — 5 перемог поспіль у п'яти матчах чемпіонату.

Найбільша безпрограшна серія «Спартака»
- з 18 жовтня 1937 по 15 серпня 1950 — 14 перемог і 9 нічиїх у 18 матчах чемпіонату та 5 матчах кубку.

Найбільша переможна серія «Динамо»
- з 22 серпня 1975 по 15 жовтня 1978 — 6 перемог поспіль у 6 матчах чемпіонату.

Найбільша безпрограшна серія «Динамо»
- з 27 квітня 1964 по 12 жовтня 1968 — 9 перемог і 5 нічиїх в 14  матчах чемпіонату та 4  матчах кубку.

### Список матчів
| Рік        | Турнір                 | Господарі          | Гості              | Рахунок      |
| 06.06.1936 | Чемпіонат СРСР         | «Динамо» (Київ)    | «Спартак» (Москва) | 1:3          |
| 18.10.1936 | Чемпіонат СРСР         | «Спартак» (Москва) | «Динамо» (Київ)    | 3:3          |
| 17.08.1937 | Чемпіонат СРСР         | «Спартак» (Москва) | «Динамо» (Київ)    | 1:2          |
| 18.10.1937 | Чемпіонат СРСР         | «Динамо» (Київ)    | «Спартак» (Москва) | 1:1          |
| 29.05.1938 | Чемпіонат СРСР         | «Спартак» (Москва) | «Динамо» (Київ)    | 1:1          |
| 12.07.1939 | Чемпіонат СРСР         | «Спартак» (Москва) | «Динамо» (Київ)    | 3:1          |
| 12.10.1939 | Чемпіонат СРСР         | «Динамо» (Київ)    | «Спартак» (Москва) | 2:2          |
| 01.07.1940 | Чемпіонат СРСР         | «Спартак» (Москва) | «Динамо» (Київ)    | 5:1          |
| 08.11.1940 | Чемпіонат СРСР         | «Динамо» (Київ)    | «Спартак» (Москва) | 2:2          |
| 12.06.1941 | Чемпіонат СРСР         | «Спартак» (Москва) | «Динамо» (Київ)    | 3:0          |
| 06.08.1944 | Кубок СРСР.1/8 фіналу  | «Динамо» (Київ)    | «Спартак» (Москва) | 1:2          |
| 24.06.1945 | Чемпіонат СРСР         | «Динамо» (Київ)    | «Спартак» (Москва) | 1:2          |
| 29.08.1945 | Чемпіонат СРСР         | «Спартак» (Москва) | «Динамо» (Київ)    | 1:0          |
| 23.06.1946 | Чемпіонат СРСР         | «Динамо» (Київ)    | «Спартак» (Москва) | 1:2          |
| 18.07.1946 | Чемпіонат СРСР         | «Спартак» (Москва) | «Динамо» (Київ)    | 2:2          |
| 16.10.1946 | Кубок СРСР.1/2 фіналу  | «Спартак» (Москва) | «Динамо» (Київ)    | 3:1          |
| 20.06.1947 | Чемпіонат СРСР         | «Спартак» (Москва) | «Динамо» (Київ)    | 0:0          |
| 10.07.1947 | Кубок СРСР.1/4 фіналу  | «Спартак» (Москва) | «Динамо» (Київ)    | 2:0          |
| 19.09.1947 | Чемпіонат СРСР         | «Динамо» (Київ)    | «Спартак» (Москва) | 0:0          |
| 11.06.1948 | Чемпіонат СРСР         | «Динамо» (Київ)    | «Спартак» (Москва) | 0:2          |
| 08.09.1948 | Чемпіонат СРСР         | «Спартак» (Москва) | «Динамо» (Київ)    | 1:0          |
| 07.10.1948 | Кубок СРСР.1/4 фіналу  | «Спартак» (Москва) | «Динамо» (Київ)    | 1:0          |
| 25.04.1949 | Чемпіонат СРСР         | «Динамо» (Київ)    | «Спартак» (Москва) | 0:0          |
| 26.07.1949 | Чемпіонат СРСР         | «Спартак» (Москва) | «Динамо» (Київ)    | 3:0          |
| 20.10.1949 | Кубок СРСР.1/8 фіналу  | «Спартак» (Москва) | «Динамо» (Київ)    | 4:1          |
| 27.04.1950 | Чемпіонат СРСР         | «Динамо» (Київ)    | «Спартак» (Москва) | 0:0          |
| 15.08.1950 | Чемпіонат СРСР         | «Спартак» (Москва) | «Динамо» (Київ)    | 1:4          |
| 22.04.1951 | Чемпіонат СРСР         | «Динамо» (Київ)    | «Спартак» (Москва) | 1:0          |
| 06.07.1951 | Чемпіонат СРСР         | «Спартак» (Москва) | «Динамо» (Київ)    | 0:0          |
| 30.09.1951 | Кубок СРСР.1/8 фіналу  | «Спартак» (Москва) | «Динамо» (Київ)    | 1:0          |
| 11.08.1952 | Чемпіонат СРСР         | «Спартак» (Москва) | «Динамо» (Київ)    | 4:1          |
| 22.05.1953 | Чемпіонат СРСР         | «Спартак» (Москва) | «Динамо» (Київ)    | 3:1          |
| 30.07.1953 | Чемпіонат СРСР         | «Динамо» (Київ)    | «Спартак» (Москва) | 0:2          |
| 16.04.1954 | Чемпіонат СРСР         | «Динамо» (Київ)    | «Спартак» (Москва) | 2:4          |
| 30.09.1954 | Чемпіонат СРСР         | «Спартак» (Москва) | «Динамо» (Київ)    | 1:1          |
| 03.10.1954 | Кубок СРСР.1/8 фіналу  | «Спартак» (Москва) | «Динамо» (Київ)    | 1:3          |
| 10.04.1955 | Чемпіонат СРСР         | «Динамо» (Київ)    | «Спартак» (Москва) | 0:0          |
| 26.08.1955 | Чемпіонат СРСР         | «Спартак» (Москва) | «Динамо» (Київ)    | 4:0          |
| 25.04.1956 | Чемпіонат СРСР         | «Динамо» (Київ)    | «Спартак» (Москва) | 1:1          |
| 14.10.1956 | Чемпіонат СРСР         | «Спартак» (Москва) | «Динамо» (Київ)    | 4:3          |
| 21.04.1957 | Чемпіонат СРСР         | «Динамо» (Київ)    | «Спартак» (Москва) | 2:1          |
| 05.12.1957 | Чемпіонат СРСР         | «Спартак» (Москва) | «Динамо» (Київ)    | 3:2          |
| 29.03.1958 | Чемпіонат СРСР         | «Динамо» (Київ)    | «Спартак» (Москва) | 1:1          |
| 22.08.1958 | Чемпіонат СРСР         | «Спартак» (Москва) | «Динамо» (Київ)    | 3:2          |
| 06.10.1958 | Кубок СРСР.1/8 фіналу  | «Динамо» (Київ)    | «Спартак» (Москва) | 0:4          |
| 08.11.1958 | Чемпіонат СРСР         | «Спартак» (Москва) | «Динамо» (Київ)    | 3:2          |
| 05.07.1959 | Чемпіонат СРСР         | «Спартак» (Москва) | «Динамо» (Київ)    | 0:1          |
| 15.08.1959 | Чемпіонат СРСР         | «Динамо» (Київ)    | «Спартак» (Москва) | 2:2          |
| 27.04.1960 | Чемпіонат СРСР         | «Спартак» (Москва) | «Динамо» (Київ)    | 0:1          |
| 07.07.1960 | Чемпіонат СРСР         | «Динамо» (Київ)    | «Спартак» (Москва) | 3:3          |
| 14.05.1961 | Чемпіонат СРСР         | «Спартак» (Москва) | «Динамо» (Київ)    | 2:0          |
| 08.07.1961 | Чемпіонат СРСР         | «Динамо» (Київ)    | «Спартак» (Москва) | 2:0          |
| 23.10.1962 | Чемпіонат СРСР         | «Спартак» (Москва) | «Динамо» (Київ)    | 2:1          |
| 18.11.1962 | Чемпіонат СРСР         | «Динамо» (Київ)    | «Спартак» (Москва) | 0:2          |
| 10.04.1963 | Чемпіонат СРСР         | «Динамо» (Київ)    | «Спартак» (Москва) | 2:1          |
| 28.06.1963 | Кубок СРСР.1/8 фіналу  | «Спартак» (Москва) | «Динамо» (Київ)    | 1:0          |
| 14.09.1963 | Чемпіонат СРСР         | «Спартак» (Москва) | «Динамо» (Київ)    | 3:1          |
| 27.04.1964 | Чемпіонат СРСР         | «Спартак» (Москва) | «Динамо» (Київ)    | 1:1          |
| 08.09.1964 | Кубок СРСР.1/2 фіналу  | «Спартак» (Москва) | «Динамо» (Київ)    | 0:0          |
| 09.09.1964 | Кубок СРСР.1/2 фіналу  | «Спартак» (Москва) | «Динамо» (Київ)    | 2:3          |
| 12.09.1964 | Чемпіонат СРСР         | «Динамо» (Київ)    | «Спартак» (Москва) | 2:2          |
| 30.06.1965 | Чемпіонат СРСР         | «Динамо» (Київ)    | «Спартак» (Москва) | 0:0          |
| 28.08.1965 | Чемпіонат СРСР         | «Спартак» (Москва) | «Динамо» (Київ)    | 0:2          |
| 01.06.1966 | Чемпіонат СРСР         | «Динамо» (Київ)    | «Спартак» (Москва) | 1:0          |
| 16.09.1966 | Кубок СРСР.1/4 фіналу  | «Динамо» (Київ)    | «Спартак» (Москва) | 4:1          |
| 20.09.1966 | Чемпіонат СРСР         | «Спартак» (Москва) | «Динамо» (Київ)    | 0:1          |
| 12.04.1967 | Чемпіонат СРСР         | «Динамо» (Київ)    | «Спартак» (Москва) | 1:0          |
| 04.11.1967 | Чемпіонат СРСР         | «Спартак» (Москва) | «Динамо» (Київ)    | 0:2          |
| 14.06.1968 | Чемпіонат СРСР         | «Спартак» (Москва) | «Динамо» (Київ)    | 3:3          |
| 28.06.1968 | Кубок СРСР.1/16 фіналу | «Динамо» (Київ)    | «Спартак» (Москва) | 3:0          |
| 12.10.1968 | Чемпіонат СРСР         | «Динамо» (Київ)    | «Спартак» (Москва) | 1:0          |
| 23.08.1969 | Чемпіонат СРСР         | «Спартак» (Москва) | «Динамо» (Київ)    | 2:1          |
| 30.10.1969 | Чемпіонат СРСР         | «Динамо» (Київ)    | «Спартак» (Москва) | 0:1          |
| 18.04.1970 | Чемпіонат СРСР         | «Спартак» (Москва) | «Динамо» (Київ)    | 0:0          |
| 13.08.1970 | Чемпіонат СРСР         | «Динамо» (Київ)    | «Спартак» (Москва) | 0:1          |
| 20.05.1971 | Чемпіонат СРСР         | «Спартак» (Москва) | «Динамо» (Київ)    | 0:2          |
| 15.08.1971 | Чемпіонат СРСР         | «Динамо» (Київ)    | «Спартак» (Москва) | 3:2          |
| 15.05.1972 | Чемпіонат СРСР         | «Спартак» (Москва) | «Динамо» (Київ)    | 1:1          |
| 01.08.1972 | Чемпіонат СРСР         | «Динамо» (Київ)    | «Спартак» (Москва) | 4:1          |
| 02.05.1973 | Чемпіонат СРСР         | «Динамо» (Київ)    | «Спартак» (Москва) | 1:1 пен. 3:2 |
| 25.08.1973 | Чемпіонат СРСР         | «Спартак» (Москва) | «Динамо» (Київ)    | 2:1          |
| 23.05.1974 | Чемпіонат СРСР         | «Динамо» (Київ)    | «Спартак» (Москва) | 1:0          |
| 20.08.1974 | Чемпіонат СРСР         | «Спартак» (Москва) | «Динамо» (Київ)    | 2:0          |
| 22.08.1975 | Чемпіонат СРСР         | «Спартак» (Москва) | «Динамо» (Київ)    | 0:1          |
| 08.11.1975 | Чемпіонат СРСР         | «Динамо» (Київ)    | «Спартак» (Москва) | 3:1          |
| 18.04.1976 | Чемпіонат СРСР         | «Спартак» (Москва) | «Динамо» (Київ)    | 0:1          |
| 12.11.1976 | Чемпіонат СРСР         | «Динамо» (Київ)    | «Спартак» (Москва) | 3:1          |
| 28.04.1978 | Чемпіонат СРСР         | «Динамо» (Київ)    | «Спартак» (Москва) | 3:0          |
| 15.10.1978 | Чемпіонат СРСР         | «Спартак» (Москва) | «Динамо» (Київ)    | 0:2          |
| 02.05.1979 | Чемпіонат СРСР         | «Спартак» (Москва) | «Динамо» (Київ)    | 1:0          |
| 28.09.1979 | Чемпіонат СРСР         | «Динамо» (Київ)    | «Спартак» (Москва) | 0:2          |
| 16.06.1980 | Чемпіонат СРСР         | «Спартак» (Москва) | «Динамо» (Київ)    | 1:0          |
| 31.10.1980 | Чемпіонат СРСР         | «Динамо» (Київ)    | «Спартак» (Москва) | 2:0          |
| 22.03.1981 | Кубок СРСР.1/4 фіналу  | «Спартак» (Москва) | «Динамо» (Київ)    | 3:0          |
| 14.06.1981 | Чемпіонат СРСР         | «Динамо» (Київ)    | «Спартак» (Москва) | 2:0          |
| 11.11.1981 | Чемпіонат СРСР         | «Спартак» (Москва) | «Динамо» (Київ)    | 1:2          |
| 27.07.1982 | Чемпіонат СРСР         | «Спартак» (Москва) | «Динамо» (Київ)    | 1:2          |
| 08.11.1982 | Чемпіонат СРСР         | «Динамо» (Київ)    | «Спартак» (Москва) | 1:2          |
| 11.06.1983 | Чемпіонат СРСР         | «Динамо» (Київ)    | «Спартак» (Москва) | 1:1          |
| 01.09.1983 | Чемпіонат СРСР         | «Спартак» (Москва) | «Динамо» (Київ)    | 0:0          |
| 23.06.1984 | Чемпіонат СРСР         | «Динамо» (Київ)    | «Спартак» (Москва) | 0:3          |
| 20.07.1984 | Чемпіонат СРСР         | «Спартак» (Москва) | «Динамо» (Київ)    | 3:1          |
| 28.05.1985 | Чемпіонат СРСР         | «Динамо» (Київ)    | «Спартак» (Москва) | 2:0          |
| 13.09.1985 | Кубок СРСР.1/8 фіналу  | «Спартак» (Москва) | «Динамо» (Київ)    | 3:3 пен. 4:3 |
| 19.10.1985 | Чемпіонат СРСР         | «Спартак» (Москва) | «Динамо» (Київ)    | 1:2          |
| 27.04.1986 | Чемпіонат СРСР         | «Динамо» (Київ)    | «Спартак» (Москва) | 2:1          |
| 12.07.1986 | Чемпіонат СРСР         | «Спартак» (Москва) | «Динамо» (Київ)    | 1:0          |
| 10.05.1987 | Чемпіонат СРСР         | «Спартак» (Москва) | «Динамо» (Київ)    | 0:0          |
| 20.09.1987 | Чемпіонат СРСР         | «Динамо» (Київ)    | «Спартак» (Москва) | 0:1          |
| 27.03.1988 | Чемпіонат СРСР         | «Динамо» (Київ)    | «Спартак» (Москва) | 1:2          |
| 22.10.1988 | Чемпіонат СРСР         | «Спартак» (Москва) | «Динамо» (Київ)    | 1:0          |
| 15.04.1989 | Чемпіонат СРСР         | «Динамо» (Київ)    | «Спартак» (Москва) | 1:4          |
| 23.10.1989 | Чемпіонат СРСР         | «Спартак» (Москва) | «Динамо» (Київ)    | 2:1          |
| 06.05.1990 | Чемпіонат СРСР         | «Спартак» (Москва) | «Динамо» (Київ)    | 1:3          |
| 01.09.1990 | Чемпіонат СРСР         | «Динамо» (Київ)    | «Спартак» (Москва) | 3:1          |
| 01.06.1991 | Чемпіонат СРСР         | «Спартак» (Москва) | «Динамо» (Київ)    | 0:2          |
| 26.06.1991 | Чемпіонат СРСР         | «Динамо» (Київ)    | «Спартак» (Москва) | 2:3          |
| 14.09.1994 | Ліга чемпіонів УЄФА    | «Динамо» (Київ)    | «Спартак» (Москва) | 3:2          |
| 23.11.1994 | Ліга чемпіонів УЄФА    | «Спартак» (Москва) | «Динамо» (Київ)    | 1:0          |
| 02.02.1997 | Кубок Співдружності    | «Спартак» (Москва) | «Динамо» (Київ)    | 2:3          |
| 01.02.1998 | Кубок Співдружності    | «Спартак» (Москва) | «Динамо» (Київ)    | 0:1          |
| 29.01.1999 | Кубок Співдружності    | «Спартак» (Москва) | «Динамо» (Київ)    | 0:0          |
| 31.01.1999 | Кубок Співдружності    | «Спартак» (Москва) | «Динамо» (Київ)    | 2:1          |
| 27.01.2002 | Кубок Співдружності    | «Спартак» (Москва) | «Динамо» (Київ)    | 3:4          |
| 06.02.2006 | Кубок Першого каналу   | «Спартак» (Москва) | «Динамо» (Київ)    | 1:1          |
| 27.01.2007 | Кубок Першого каналу   | «Динамо» (Київ)    | «Спартак» (Москва) | 2:2          |
| 24.01.2008 | Кубок Першого каналу   | «Спартак» (Москва) | «Динамо» (Київ)    | 0:3          |
| 13.08.2008 | Ліга чемпіонів УЄФА    | «Спартак» (Москва) | «Динамо» (Київ)    | 1:4          |
| 27.08.2008 | Ліга чемпіонів УЄФА    | «Динамо» (Київ)    | «Спартак» (Москва) | 4:1          |
| 12.02.2012 | Товариський матч       | «Спартак» (Москва) | «Динамо» (Київ)    | 0:2          |
| 27.06.2013 | Об'єднаний турнір      | «Спартак» (Москва) | «Динамо» (Київ)    | 0:1          |
| 07.07.2013 | Об'єднаний турнір      | «Динамо» (Київ)    | «Спартак» (Москва) | 2:1          |